# MBDB
MBDB neboli N-methyl-1-(1,3-benzodioxol-5-yl)-2-butanamin je fenylethylamin chemicky blízký MDMA (extázi). Je nazýván také "EDEN" nebo "Methyl-J". Používá se experimentálně v psychoterapii také jako droga.
Poprvé byl syntetizován Davidem E. Nicholsem, později ho pro jeho psychoaktivní účinky zkoumal Alexander Shulgin. Ten o něm napsal knihu PiHKAL (Phenyletylamines I Have Known And Loved - Fenyletylaminy které znám a miluji).
V Evropě se vyskytuje ve formě tablet vydávaných za extázi, jedná se asi o 1 % případů. Někdy bývá s kombinaci s jinými látkami (MDMA, LSD, ketamin).

## Účinky
Podle knihy PiHKAL je dávka 180–210 mg. Trvání účinků je 4–6 hodin, znatelné efekty pak následují 1–3 hodiny.
MBDB má empatogenní účinky podobné extázi ale mírnější. Odbourává sociální bariéry, vyvolává lehkou euforii a prohlubuje emoce.
Rizika užívání jsou prakticky stejná jako u extáze. Potenciálně jsou ohrožení lidé s kardiovaskulárními chorobami. S MAO-inhibitory může vyvolat serotoninový syndrom.